# Óscar Armando Campos Contreras
Óscar Armando Campos Contreras (ur. 18 września 1947 w Guadalajarze) – meksykański duchowny rzymskokatolicki, w latach 2017-2024 biskup Ciudad Guzmán.

## Życiorys
Święcenia kapłańskie przyjął 27 grudnia 1978 i został inkardynowany do diecezji Tuxtla Gutiérrez. Pracował przede wszystkim jako duszpasterz parafialny, zaś w latach 1998-2006 był także wikariuszem ds. duszpasterskich.
23 maja 2006 został prekonizowany biskupem pomocniczym Antequery ze stolicą tytularną Summa. Sakry biskupiej udzielił mu 12 lipca 2006 ówczesny arcybiskup Antequery, José Luis Chávez Botello.
2 lutego 2010 otrzymał nominację na biskupa Tehuantepec, zaś 23 marca 2010 kanonicznie objął urząd.
25 września 2017 został przeniesiony na stolicę biskupią Ciudad Guzmán.
4 maja 2024 papież Franciszek przyjął jego rezygnację z urzędu biskupa Ciudad Guzmán złożoną ze względu na wiek. 